# Itchen Stoke and Ovington
Itchen Stoke and Ovington est une paroisse civile du Hampshire, en Angleterre.

## Monument
- Ovington House, à Ovington.